# Polonij
Polonij (lat. polonium, Po) je kemijski element, ki sta ga leta 1898 odkrila zakonca Pierre in Marie Curie. Poimenovan je po domovini Marie Curie, Poljski. Je kovina srebrno-bele barve.

## O elementu

### Nahajališče
Polonij se nahaja v uranovi smolni svetlici kot radioaktiven produkt uranove razpadne verige, v torijevih in uranovih mineralih kot produkt radioaktivnega razpada.

### Pridobivanje
Prvotno je bil izoliran iz uranove rude uraninit oz. uranove svetice, a je zaradi kratkih razpolovnih časov težko najti rude z večjo vsebnostjo polonija. Leta 1934 je bilo ugotovljeno, da lahko z obsevanjem bizmuta z nevtroni sprožimo jedrske reakcije, ki rezultirajo v polonijevih izotopih, kar dosežemo z uporabo namenskih reaktorjev z visokim nevtronskim fluksom. Svetovno letno proizvodnjo se ocenjuje na približno 100 gramov.

### Uporaba
Uporabljajo ga predvsem v fiziki kot izvor delcev alfa, v kombinaciji z berilijem pa tudi kot nevtronski vir. 210Po je čisti sevalec alfa, kar pomeni, da je doseg njegovega sevanja izredno majhen, vsled tega in njegovega kratkega razpolovnega časa pa se 210Po greje, kar s pridom uporabljajo kot izvor toplote na medplanetarnih sondah.

### Izotopska sestava
Vsi izotopi polonija so nestabilni, zaradi česar radioaktivno razpadajo. Znanih je 42 izotopov z razpadnimi časi od mikrosekund do več sto let.
| izotop | razpolovni čas (t1/2) | razpad |
| ------ | --------------------- | ------ |
| 208Po  | 2.898 let             | α, β+  |
| 209Po  | 125.2 let             | α, β+  |
| 210Po  | 138.376 dni           | α      |